# (21999) Disora
(21999) Disora (1999 XS38) – planetoida z grupy pasa głównego asteroid okrążająca Słońce w ciągu 4,34 lat w średniej odległości 2,66 j.a. Odkryta 7 grudnia 1999 roku.